# Puente del Poniente
El puente del Poniente es un puente sobre el río Pisuerga en el centro de la ciudad de Valladolid (Castilla y León, España). Une el paseo de Isabel la Católica y los jardines del Poniente con la avenida de Vicente Mortes en el barrio de Huerta del Rey, pasando junto a la rosaleda Francisco Sabadell. Desde su apertura en 1960 hasta marzo de 2013 se llamó «puente de José González Regueral» en recuerdo del coronel de Artillería que fuera alcalde de la ciudad (1949-1957), momento en que se cambió su nombre oficial al que de siempre había sido habitual en la ciudad.

## Historia

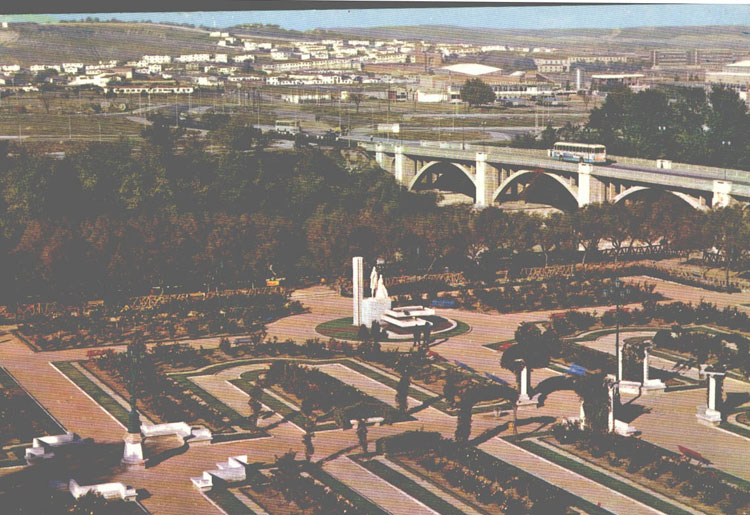
Imagen de la Rosaleda Francisco Sabadell y el puente del Poniente en los años 1960.

Fue proyectado en 1950 por el ingeniero municipal Luis Díaz-Caneja Pando. Diez años más tarde fue concluido y se realizaron las pruebas de carga. El cálculo de la sobrecarga se realizó según la Instrucción de puentes metálicos de carreteras de septiembre de 1925.
Está constituido por tres arcos nervados de hormigón, con armadura rígida, de 28 m de luz. Los arcos descansan sobre estribos y pilas de hormigón en masa revestidas de mampostería y sillería. Ya fuera del cauce, en ambas márgenes el puente se completa con tres arcos semicirculares de hormigón en masa de 5 m de luz.

## Galería

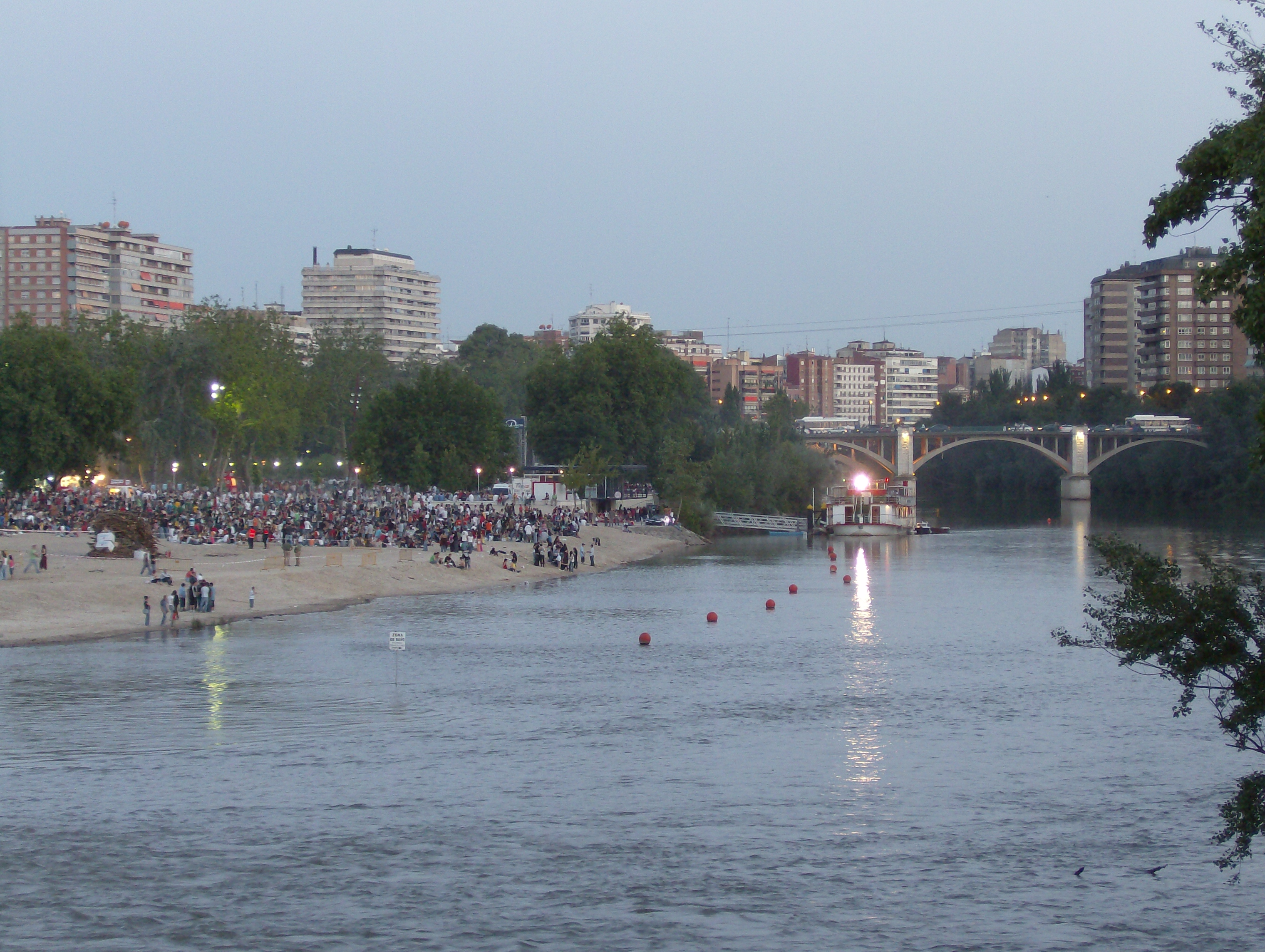
Vista del Puente del Poniente al fondo, desde el Puente Mayor. A la izquierda se encuentra la Playa de las Moreras, año 2007.
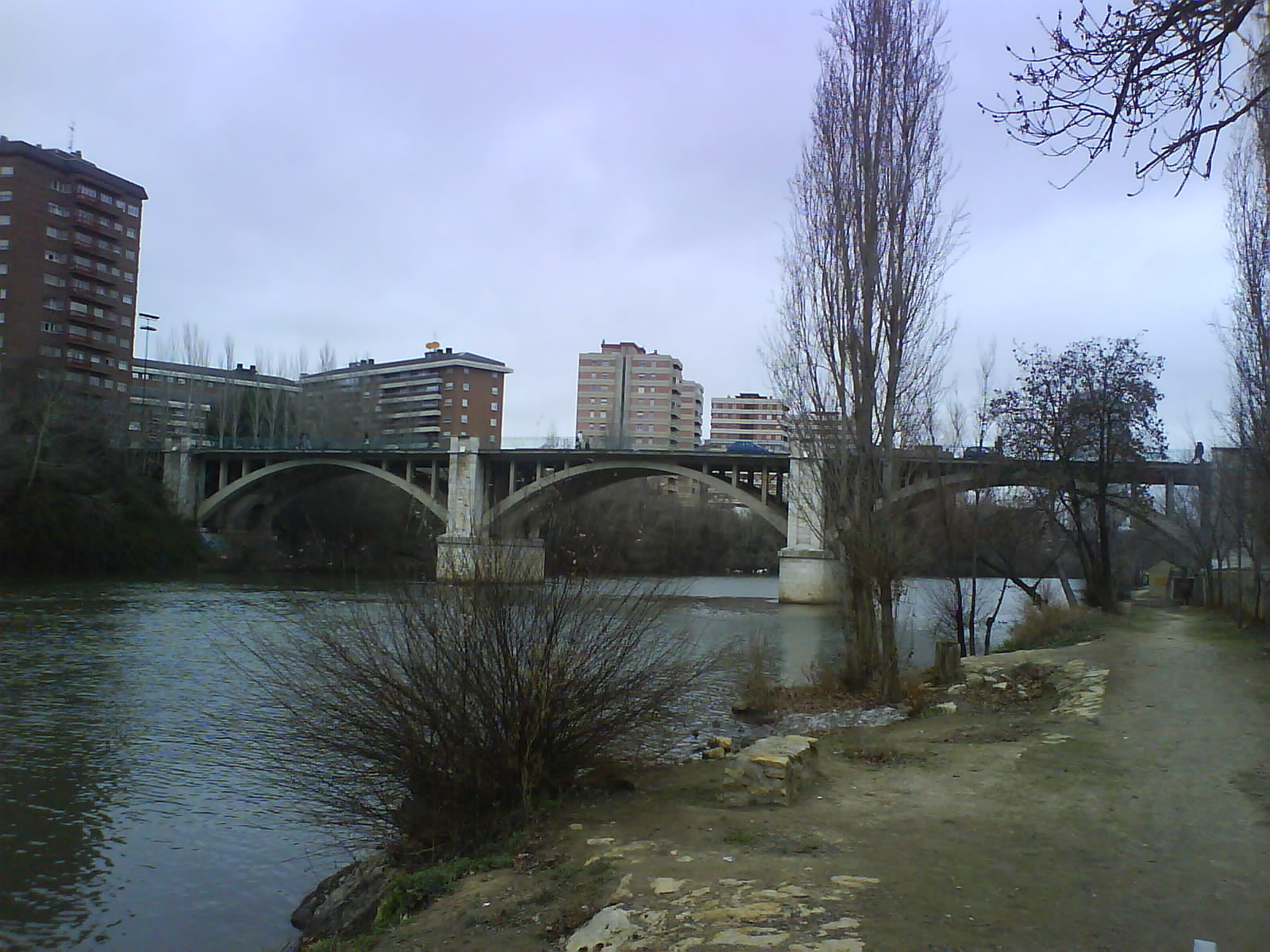
Vista del Puente del Poniente (o de Francisco González Regueral) sobre el río Pisuerga en Valladolid, desde la orilla izquierda del río, bajo la Rosaleda Francisco Sabadell, año 2008.
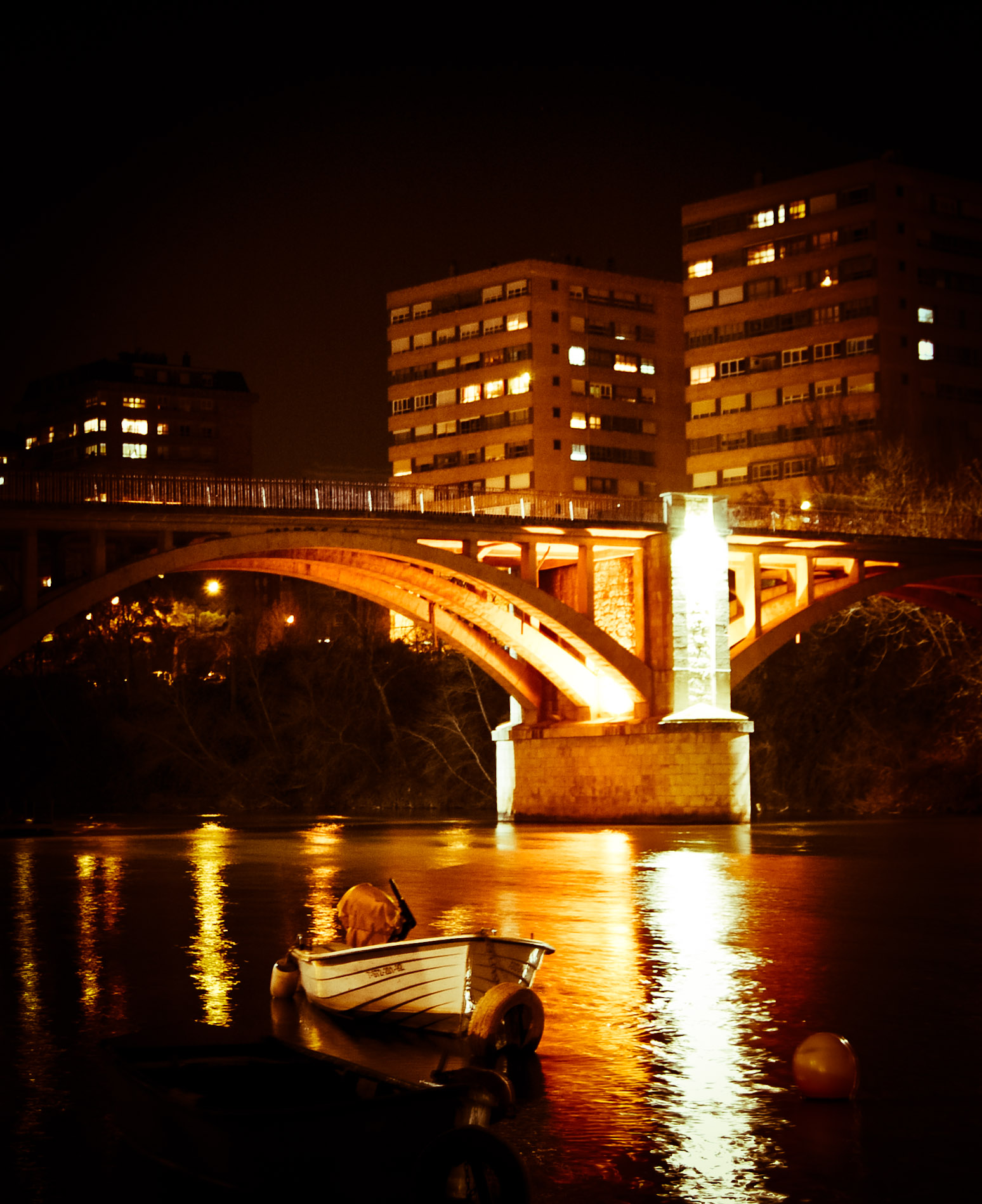
Vista nocturna del puente, año 2012.